# نجف أباد (ديناران)
نجف أباد (بالفارسية: نجف‌آباد) هي قرية تقع في إيران في قسم دیناران الريفي.